# Championnat du Cap-Vert de football 2012
Navigation
Saison précédente Saison suivante
La saison 2012 du Championnat du Cap-Vert de football est la trente-troisième édition de la première division capverdienne, le Campeonato Nacional. Après une phase régionale qualificative disputée sur chacune des neuf îles habitées de l'archipel, les onze meilleures équipes et le tenant du titre disputent le championnat national, joué en deux phases :
- une phase de poules (deux poules de six équipes) dont seuls les deux premiers accèdent à la phase finale
- une phase finale à élimination directe (demi-finales et finale) en matchs aller et retour qui détermine le vainqueur du championnat

C’est le Sporting Clube da Praia qui remporte la compétition cette saison, après avoir battu le Sport Club Atlético en finale nationale. Il s'agit du neuvième titre de champion du Cap-Vert de l’histoire du Sporting.

## Les clubs participants
- CS Mindelense (tenant du titre)
- Île de Boavista :
  - Associação Académica e Operária
- Île de Brava :
  - Associação Académica da Brava
- Île de Fogo :
  - Associação Académica do Fogo
- Île de Maio :
  - Académico 83
- Île de Sal :
  - Futebol Clube Juventude
- Île de Santiago :
  - CD Estrela dos Amadores (zone Nord)
  - Sporting Clube da Praia (zone Sud)
- Île de Santo Antão :
  - Paulense Desportivo Clube (zone Nord)
  - Associação Académica do Porto Novo (zone Sud)
- Île de São Nicolau:
  - Sport Club Atlético
- Île de São Vicente:
  - FC Batuque

## Compétition

### Phase de poules
Le barème utilisé pour établir le classement est le suivant :
- Victoire : 3 points
- Match nul : 1 point
- Défaite, forfait ou abandon : 0 point

| Rang | Équipe                        | Pts | J | G | N | P | Bp | Bc | Diff |
| ---- | ----------------------------- | --- | - | - | - | - | -- | -- | ---- |
| 1    | Sporting Clube da Praia       | 11  | 5 | 3 | 2 | 0 | 15 | 3  | +12  |
| 2    | Associação Académica do Fogo  | 8   | 5 | 2 | 2 | 1 | 3  | 3  | 0    |
| 3    | Futebol Clube Juventude       | 8   | 5 | 2 | 2 | 1 | 8  | 9  | -1   |
| 4    | Batuque Futebol Clube         | 8   | 5 | 2 | 2 | 1 | 6  | 3  | +3   |
| 5    | CD Estrela dos Amadores       | 5   | 5 | 1 | 2 | 2 | 8  | 9  | -1   |
| 6    | Associação Académica da Brava | 0   | 5 | 0 | 0 | 5 | 1  | 16 | -15  |

| Rang | Équipe                             | Pts | J | G | N | P | Bp | Bc | Diff |
| ---- | ---------------------------------- | --- | - | - | - | - | -- | -- | ---- |
| 1    | Sport Club Atlético                | 15  | 5 | 5 | 0 | 0 | 15 | 8  | +7   |
| 2    | Associação Académica do Porto Novo | 10  | 5 | 3 | 1 | 1 | 10 | 6  | +4   |
| 3    | Clube Sportivo MindelenseT         | 7   | 5 | 2 | 1 | 2 | 10 | 4  | +6   |
| 4    | Paulense Desportivo Clube          | 5   | 5 | 1 | 2 | 2 | 6  | 9  | -3   |
| 5    | Associação Académica e Operária    | 2   | 5 | 0 | 2 | 3 | 9  | 16 | -7   |
| 6    | Associação Académico 83            | 2   | 5 | 0 | 2 | 3 | 6  | 13 | -7   |

### Phase finale
|  | Demi-finales                       | Demi-finales                       | Demi-finales             | Demi-finales             |                     |                     | Finale | Finale | Finale | Finale |
|  |                                    |                                    |                          |                          |                     |                     |        |        |        |        |
|  |                                    |                                    |                          |                          |                     |                     |        |        |        |        |
|  | Associação Académica do Fogo       | Associação Académica do Fogo       | 1                        | 1                        |                     |                     |        |        |        |        |
|  | Associação Académica do Fogo       | Associação Académica do Fogo       | 1                        | 1                        |                     |                     |        |        |        |        |
|  | Sport Club Atlético                | Sport Club Atlético                | 2                        | 2                        |                     |                     |        |        |        |        |
|  | Sport Club Atlético                | Sport Club Atlético                | 2                        | 2                        | Sport Club Atlético | Sport Club Atlético | 1      | 0      |        |        |
|  |                                    |                                    |                          |                          | Sport Club Atlético | Sport Club Atlético | 1      | 0      |        |        |
|  |                                    |                                    | Sporting Clube da Praiae | Sporting Clube da Praiae | 1                   | 0                   |        |        |        |        |
|  | Associação Académica do Porto Novo | Associação Académica do Porto Novo | Sporting Clube da Praiae | Sporting Clube da Praiae | 1                   | 0                   | 0      | 0      |        |        |
|  | Associação Académica do Porto Novo | Associação Académica do Porto Novo |                          |                          |                     |                     |        | 0      |        |        |
|  | Sporting Clube da Praia            | Sporting Clube da Praia            | 3                        | 3                        |                     |                     |        |        |        |        |
|  | Sporting Clube da Praia            | Sporting Clube da Praia            | 3                        | 3                        |                     |                     |        |        |        |        |

## Bilan de la saison
| Championnat du Cap-Vert de football 2012 |                                    |
| Champion                                 | Sporting Clube da Praia (9e titre) |
| Coupes et trophées                       |                                    |
| Vainqueur de la Coupe du Cap-Vert 2012   | CD Onze Unidos                     |
| Qualifications continentales             |                                    |
| Ligue des champions de la CAF 2013       | Aucun                              |
| Coupe de la confédération 2013           | Aucun                              |
| Promotions et relégations                |                                    |
| Promus en Campeonato Naçional            | Aucun                              |
| Relégués                                 | Aucun                              |